# Anacleto Gonçalves de Almeida
Anacleto Gonçalves de Almeida (1863 – Trindade, 1923) foi um político brasileiro. Ele foi prefeito de Trindade de 16 de julho de 1920 a 28 de julho de 1923, logo após a emancipação do município.

## Biografia
Na condição de coronel, Anacleto era uma figura de destaque na política do interior de Goiás no início do século XX. No então arraial de Barro Preto, fez parte do processo de cristianização da Festa do Divino Pai Eterno, sendo um nome próximo aos padres redentoristas e, por seu crédito, era administrador do cofre do Santuário. Essa situação, no entanto, logo gerou um conflito de interesse entre as forças do coronelismo e da Igreja; esta última se incomodou o caráter popular da romaria e o protagonismo de personalidades como a de Anacleto e excomungou a festa religiosa. Com a redução do número de romeiros, a situação entre ambos os lados se pacificou e resolveram se unir novamente em 1903.
Anacleto era conhecido como um viajante das terras goianas, homem rústico, grosseiro e inculto, que passava principalmente entre Bela Vista e o povoado de Campininha das Flores, sendo um grande divulgador da romaria.

## Administração
Primeiro prefeito de Trindade, ele se habilitou para o cargo e logo obteve forte apoio popular para que fosse o nome escolhido. Com isso, o governador João Alves de Castro o empossou assim que o município foi fundado em 16 de julho de 1920. A posse foi realizada na própria fazenda de Anacleto e contou com nomes importantes da política goiana, como Totó Caiado. Com a gestão marcada pelos mandos do coronelismo, que definia a política brasileira naquela época, Anacleto se dedicou principalmente à ampliação da Festa do Divino Pai Eterno, investindo na infraestrutura do município, que passava a receber mais de 20 mil turistas anualmente.